# Commentry
Commentry [kɔmɑ̃tʁi] ist eine französische Kleinstadt im Département Allier in der Region Auvergne-Rhône-Alpes. Sie gehört zum Arrondissement Montluçon und vom  Gemeindeverband Commentry Montmarault Néris Communauté. Die Riesenlibelle Meganeura monyi wurde in den 1880er Jahren in den stephanischen Kohleflözen von Commentry gefunden.

## Lage
Die Kleinstadt Commentry liegt am Fluss Œil, zwölf Kilometer ostsüdöstlich von Montluçon. Nachbargemeinden von Commentry sind Malicornei m Norden, Colombier im Osten, La Celle im Süden, Durdat-Larequille im Südwesten sowie Néris-les-Bains im Westen und Nordwesten.
Der Bahnhof von Commentry liegt an der Bahnstrecke Montluçon–Moulins. Durch die Stadt führen die frühere Route nationale 698 und eine Eisenbahnstrecke der SNCF nach Gannat.

## Geschichte
In der zweiten Hälfte des 19. Jahrhunderts wurde Commentry zu rascher Blüte gebracht durch die Ausbeutung eines bedeutenden, 21 Kilometer2 großen Steinkohlenlagers von bemerkenswerter Reinheit, das damals das fünftgrößte an Ausdehnung und Ergiebigkeit in Frankreich war. Ferner besaß die Stadt ein großes Eisenhüttenwerk. Am 6. Juni 1882 war Commentry die erste Stadt, in der mit Christophe Thivrier ein sozialistischer Maire gewählt wurde. Im September 1902 fand in Commentry der Gründungskongress der Sozialistischen Partei Frankreichs (Parti socialiste de France) statt, die bis 1905 bestand und danach in der Section française de l’Internationale ouvrière aufging. An den Steinkohlebergbau erinnern heute noch die beiden Bergarbeitersiedlungen Cité Taffanel und Cité Léon Lévy sowie Tagebaurestlöcher.

### Bevölkerungsentwicklung
| Jahr                       | 1962 | 1968   | 1975   | 1982 | 1990 | 1999 | 2006 | 2016 | 2022 |
| Einwohner                  | 9711 | 10.026 | 10.043 | 9195 | 8021 | 7204 | 6857 | 6262 | 6018 |
| Quellen: Cassini und INSEE |      |        |        |      |      |      |      |      |      |

## Sehenswürdigkeiten
- Kirche Saint-Front aus dem 7. Jahrhundert
- Kirche Sacré-Coeur aus dem 19. Jahrhundert
- Schloss Les Forges
- Schloss Montassiègé
- Wasserturm

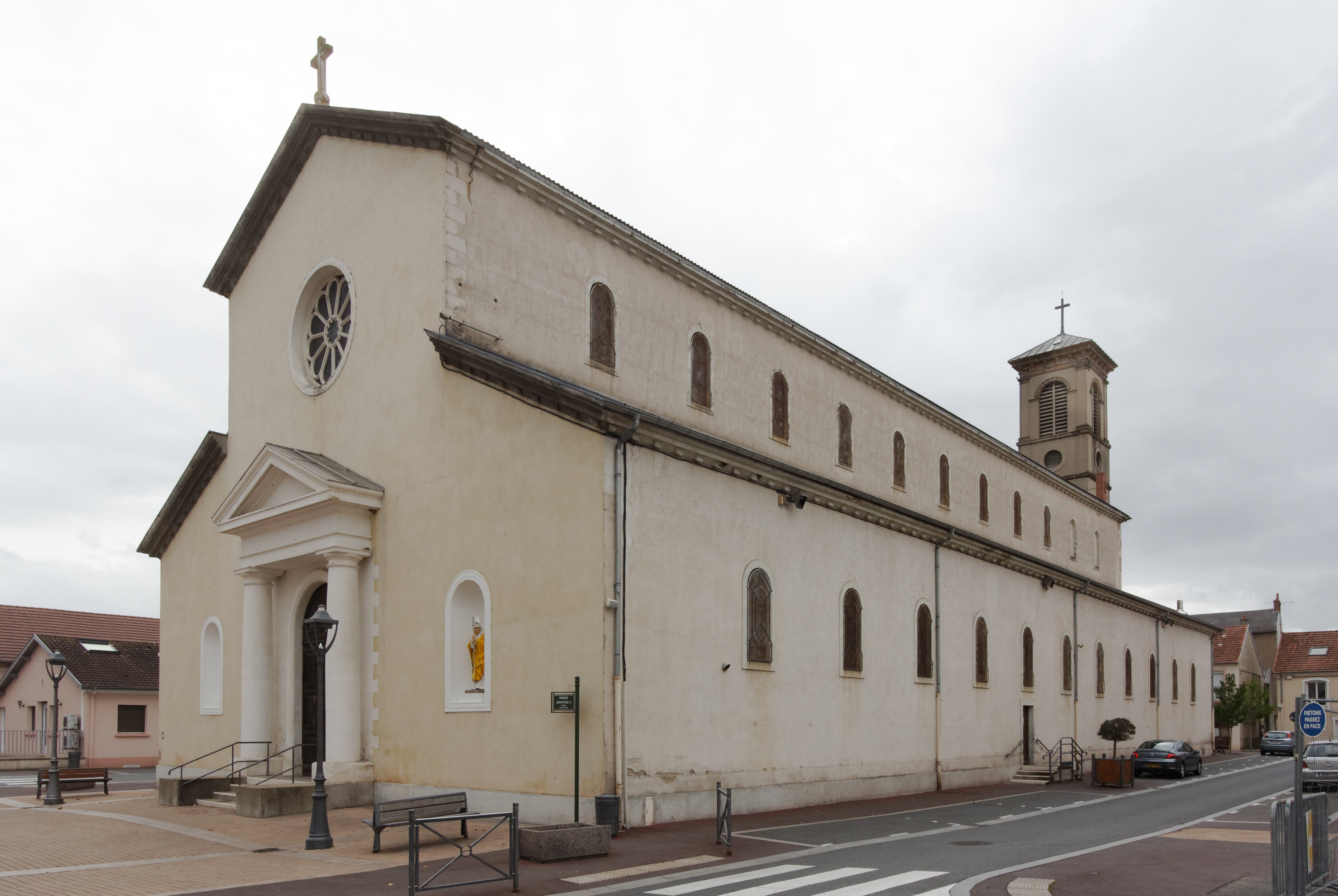
Kirche Sacré-Coeur
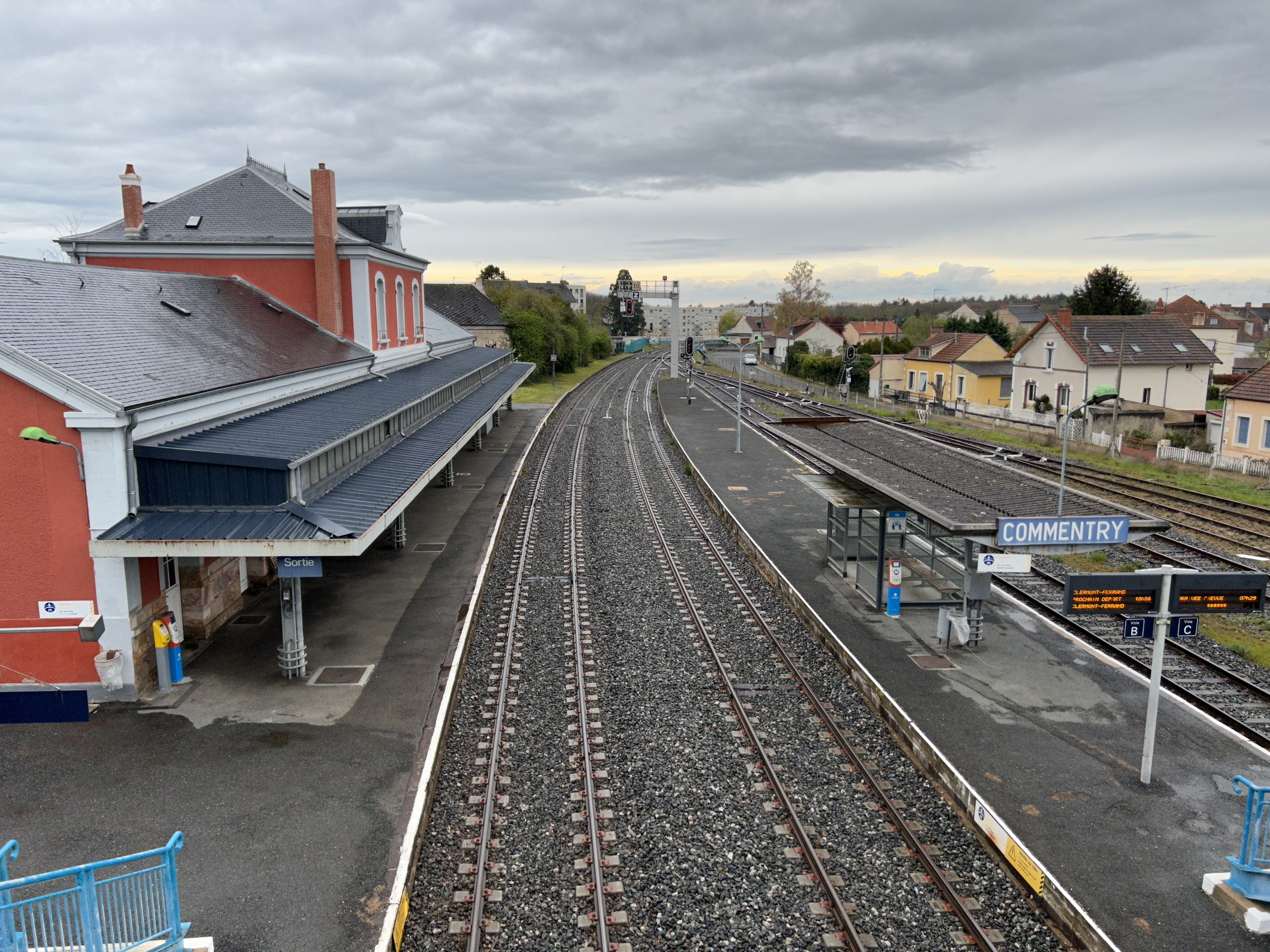
Bahnhof
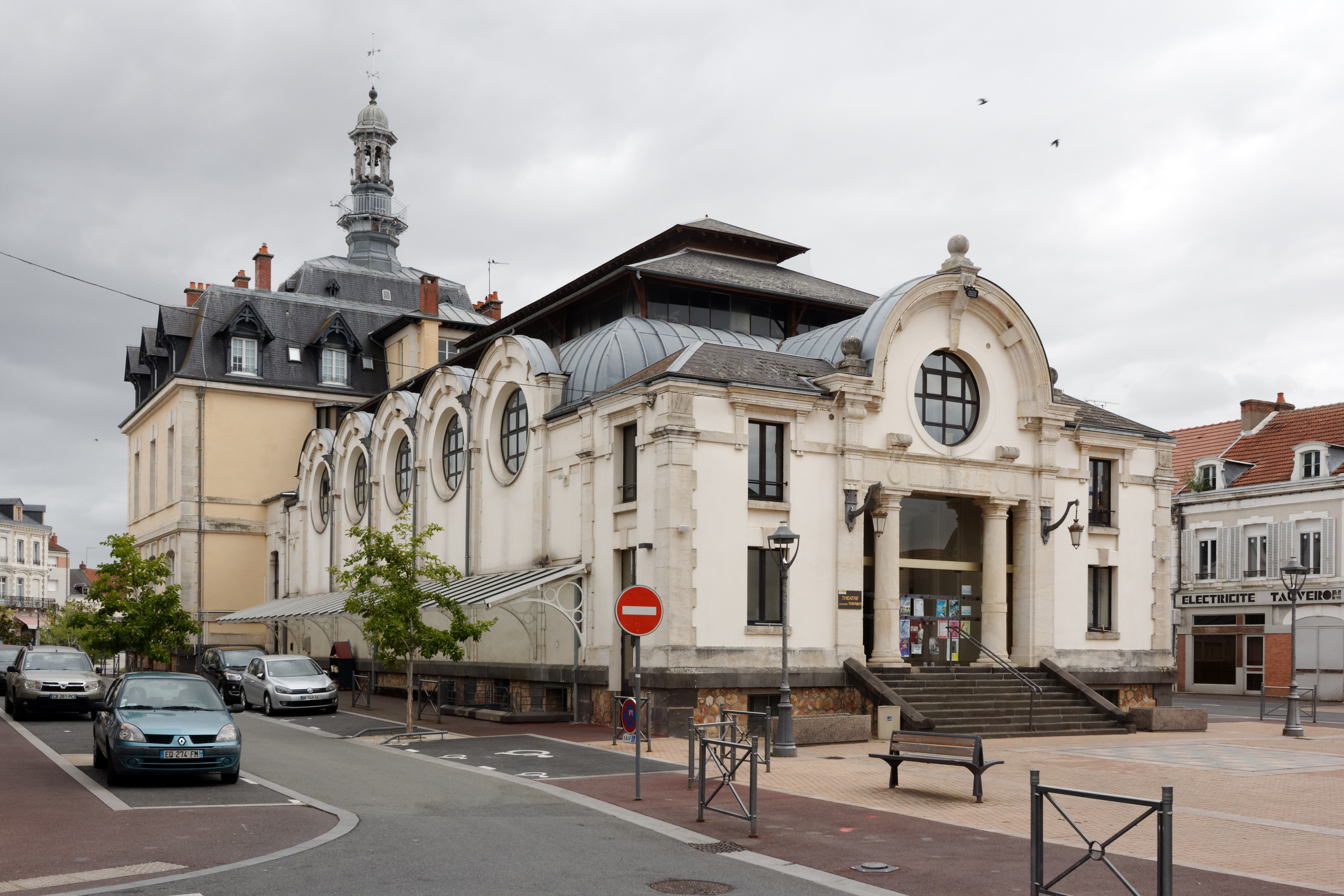
Theater
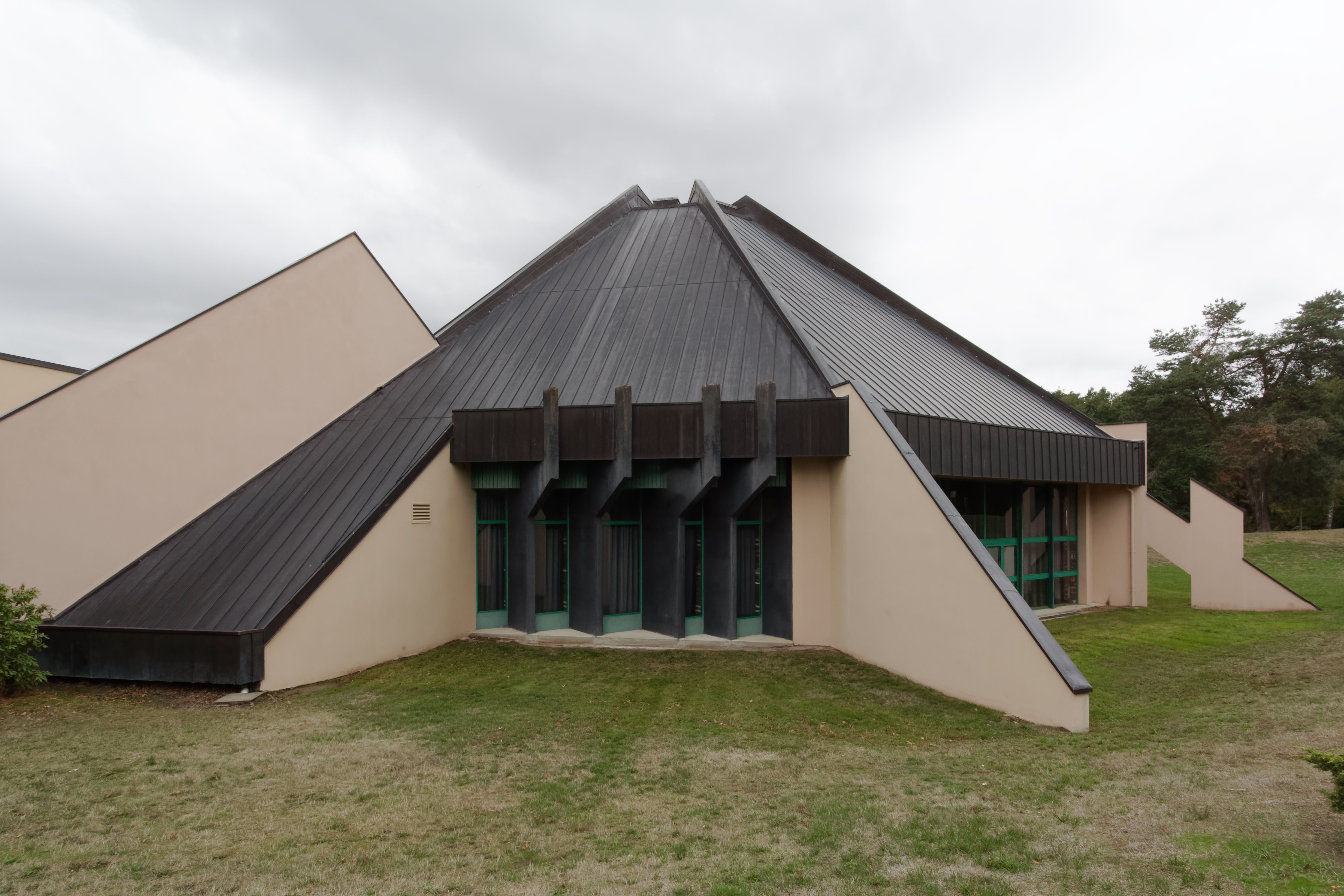
Kulturhaus L'Agora
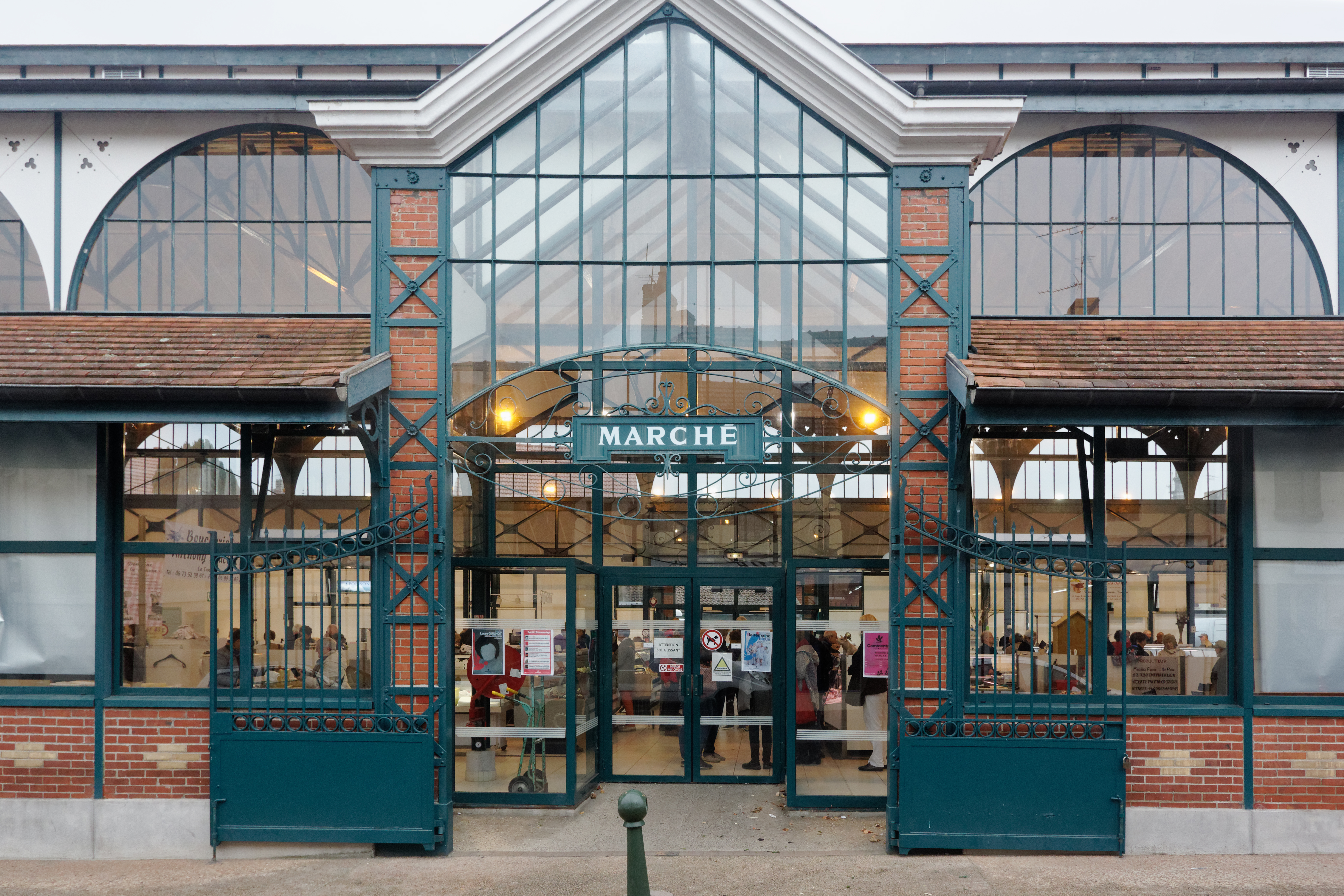
Markthalle
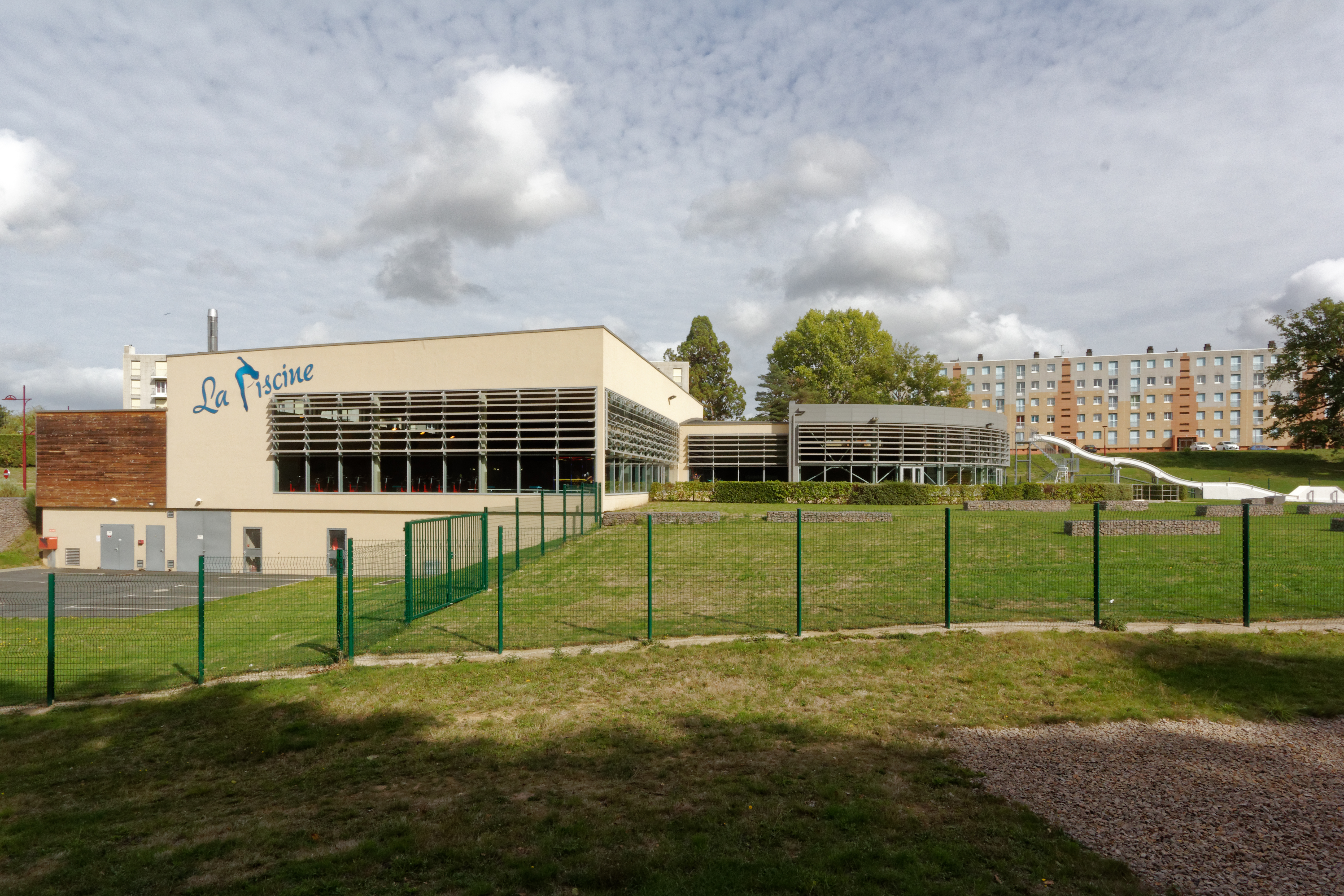
Schwimmbad
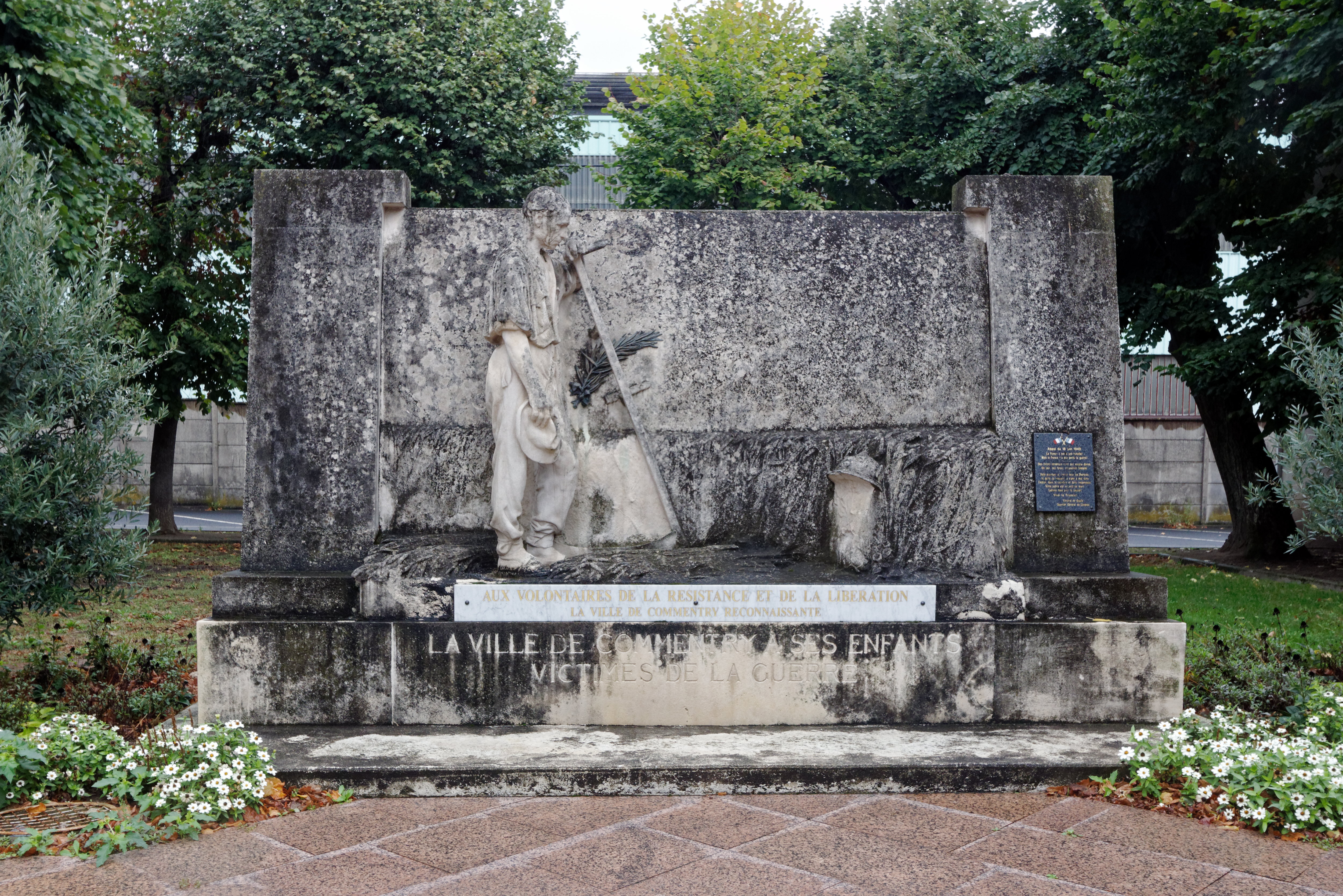
Mahnmal der Résistance

## Persönlichkeiten
- Christophe Thivrier (1841–1895), erster sozialistischer Bürgermeister Frankreichs
- Henri Fayol (1841–1925), Bergbauingenieur
- Charles Brongniart (1859–1899), Paläontologe
- Émile Mâle (1862–1954), Kunsthistoriker und Mitglied der Académie française
- Isidore Thivrier (1874–1944), Politiker und Widerstandskämpfer
- Roger Vergé (1930–2015), Koch, Gastronom und Kochbuchautor

## Städtepartnerschaft
Commentry pflegt eine Partnerschaft mit der polnischen Stadt Chojnów (Woiwodschaft Niederschlesien).